# دیک ادمد
دیک ادمد (انگلیسی: Dick Edmed; ۱۴ فوریهٔ ۱۹۰۴ – ۱۴ فوریهٔ ۱۹۸۴) بازیکن فوتبال اهل بریتانیا بود.
از باشگاه‌هایی که در آن بازی کرده‌است می‌توان به باشگاه فوتبال لیورپول، باشگاه فوتبال گیلینگام، و باشگاه فوتبال بولتون واندررز اشاره کرد.